# Bautismo de Cristo (El Greco, Retablos del Hospital Tavera)
Bautismo de Cristo es un lienzo empezado por el Greco y terminado por su hijo, Jorge Manuel Theotocópuli. Este pintura estaba destinada a uno de los Retablos del Hospital Tavera y consta con el número 46 en el catálogo razonado del profesor e historiador del arte Harold Wethey, especializado en el Greco. En el primer inventario de bienes, realizado después de la muerte del Greco —en 1614— se mencionan "los cuadros del ospital empezados (sic)", mientras que en el segundo inventario —de 1621— se concreta: "el bautismo prinzipal del ospital (sic)", sin duda refiriéndose al presente lienzo.

## Introducción
Este lienzo estaba seguramente destinado al centro del retablo mayor de la iglesia del Hospital de Tavera, pero fue colocado —transitoriamente— en el retablo lateral derecho, donde se vio que era algo pequeño. Poco después, se trasladó a la enfermería del hospital, de donde fue devuelto al retablo derecho, añadiéndole un paisaje en la parte inferior, para llenar el espacio que quedaba vacío.

## Tema de la obra
El Bautismo de Cristo es un episodio que narra el momento en que Jesús llega a la orilla del río Jordán y allí pide a su primo Juan que le bautice. Dada su importancia, este episodio consta en los cuatro evangelios canónicos: Mt 3:13-17; Mc 1:9-11; Lc 3:21-22; Jn 1:29-34.

## Análisis de la obra

### Datos técnicos y registrales
- Pintura al óleo sobre lienzo;
- Datación: ca.1608-1622;
- Dimensiones: 350 x 144 cm;[8]
- Catalogado por Wethey con el  n º. 46 y por Tiziana Frati con la referencia 173-a.[9]

### Descripción de la obra
La parte superior —de excelente calidad— debe ser obra del Greco, excepto algunos destellos exagerados, especialmente en el ángel de la izquierda. En la parte baja, se revela la mano de Jorge Manuel en la tosquedad de los ángeles, la exageración de detalles, y la pobre ejecución de las piernas de san Juan Bautista. El ángel de la izquierda viste una túnica amarillo-verdosa, y cubre la figura de Cristo —inacabada— con un paño rojo con destellos anaranjados. Los ángeles del grupo central visten de amarillo. Uno de ellos presenta a Cristo un paño azul, sostenido también por el ángel de la derecha, que viste una túnica roja.
Cristo —arrodillado y rodeado de ángeles— recibe el bautismo de manos de san Juan. En el centro de la composición, el Espíritu Santo desciende en forma de paloma. Junto a su ala derecha, figura un niño, tal vez representado el alma cristiana, y simbolizando el renacimiento del hombre después del bautismo. En la parte superior, Dios Padre apoya su mano izquierda sobre una bola de cristal, y está rodeado de ángeles y de querubines.